# Legwan zielony
Legwan zielony (Iguana iguana) – gatunek dużej, nadrzewnej, roślinożernej jaszczurki pochodzącej z Ameryki Środkowej i Południowej. Ma szeroki zasięg występowania od południowej Brazylii i Paragwaju do Meksyku i Wysp Karaibskich, w USA zdziczałe populacje notuje się na południu Florydy (w tym Florida Keys), Hawajach i w dolinie Rio Grande w Teksasie.
Jest roślinożercą, co wiąże się z adaptacjami osmoregulacji. 
Dorasta zwykle 1,5 m długości, aczkolwiek kilka osobników osiągnęło ponad 2 m, ważąc ponad 9 kg.
Często spotykany jako zwierzę domowe z powodu spokojnego usposobienia i jaskrawych barw, może wymagać troskliwej opieki. Wymagania przestrzenne i potrzeba specjalnego oświetlenia i ogrzewania mogą stanowić wyzwanie dla początkującego hodowcy.

## Systematyka
Gatunek opisał po raz pierwszy w 1758 roku Karol Linneusz. W następnych dwóch wiekach wyróżniono co najmniej 17 podgatunków i gatunków, z których wszystkie prócz jednego (legwan szlachetny, Iguana delicatissima) uznano za niepewne.
Dzięki użyciu sekwencjonowania DNA jądrowego i mitochondrialnego naukowcy z Utah Valley State College podjęli próbę rozwikłania historii filogenetycznej legwana zielonego. Przebadali osobniki pochodzące z 17 państw. Topologia filogenezy wskazuje, że zwierzę pochodzi z Ameryki Południowej i ewentualnie rozprzestrzeniło się w Ameryce Środkowej i na Karaibach. Badanie nie ujawniło unikalnych sekwencji DNA mitochondrialnego dla podgatunków, wykazując jednak głębokie zróżnicowanie pomiędzy liniami populacji środkowoamerykańskiej i południowoamerykańskiej.
Słowo iguana pochodzi od hiszpańskiej formy taińskiej nazwy dla gatunku: iwana. W krajach hiszpańskojęzycznych samce tego legwana określa się gorrobo czy ministro, młode zaś iguanita lub gorrobito.

## Rozmieszczenie geograficzne
Naturalny zasięg występowania legwana zielonego rozciąga się od południowego Meksyku i Wysp Karaibskich (Grenada, Curaçao, Saint Vincent, Saint Lucia, Trynidad i Tobago, Utila) do środkowej Brazylii, Paragwaju i Boliwii. Introdukowano go na Wielkim Kajmanie, w Portoryko, Teksasie, na Florydzie, Hawajach i Wyspach Dziewiczych Stanów Zjednoczonych.

## Wygląd zewnętrzny

### Rozmiary
Legwan zielony zwykle osiąga 1,5 m długości od głowy do ogona. Niektóre zmierzone osobniki mierzyły ponad 2 m, ważąc ponad 9 kg. Przeciętnie jednak dorosły zauropsyd waży 1,304 kg, osobnik młody – 267 g, a świeżo wykluty – 37,5 g.

### Ubarwienie
Pomimo swej nazwy legwany zielone mają różne barwy. Na południu swego zasięgu występowania, np. w Peru, są niebieskawe z grubymi czarnymi znaczeniami. Na wyspach takich, jak Bonaire, Curaçao, Aruba i Grenada przybierają barwy od zieleni do lawendy, czerni, a nawet różu. Osobniki z zachodu Kostaryki są czerwone, zaś te z północy, jak z Meksyku, cechują się pomarańczowym ubarwieniem. Młodociane z Salwadoru często w niemowlęctwie są jaskrawoniebieskie, a z wiekiem tracą ten kolor.

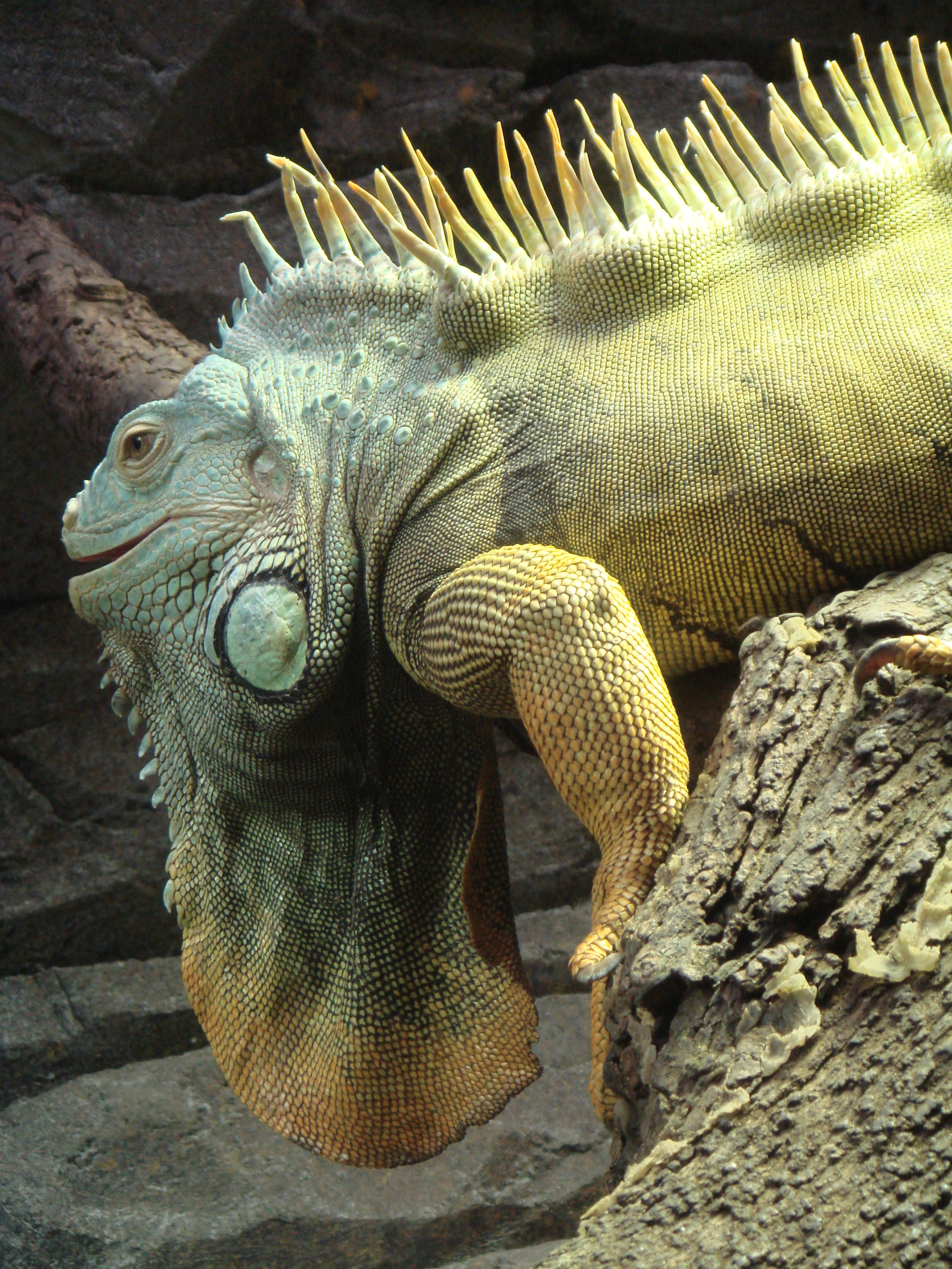
Samiec legwana zielonego z kolcami i fałdem skórnym na podgardlu

### Budowa
Grzbiet i ogon legwana zielonego pokrywa rząd kolców służących do ochrony przed drapieżnikami. Może on używać swego biczowatego ogona do wymierzania bolesnych ciosów. Jak wiele innych jaszczurek, chwycony za ogon odrzuca go, a łuskonośny może uciec. Potrafi zregenerować ogon. Legwany wykształciły fałd skórny na podgardlu pomocny w termoregulacji. Odgrywa też rolę w zalotach i zmaganiach terytorialnych.
Legwan zielony ma wzrok pozwalający na postrzeganie kształtów i ruchu z dużej odległości. Mając niewielką liczbę pręcików, kiepsko widzą w słabym oświetleniu. Z drugiej strony posiadają komórki zwane „podwójnymi czopkami”, zapewniające ostre widzenie barwne i umożliwiające zwierzęciu dostrzeganie ultrafioletu. Jest to bardzo użyteczne podczas wygrzewania się na słońcu, osobnik rozpoznaje dzięki temu, że otrzymuje odpowiednią ilość promieniowania UVA i UVB, dzięki którym wytwarza „witaminę D”.
Gad ma też narząd światłoczuły na szczycie głowy, tak zwane oko ciemieniowe. Odróżnia go to od większości jaszczurek, które utraciły ten narząd. Nie pełni on jednak funkcji analogicznej do normalnych oczu, występuje w nim tylko szczątkowa siatkówka czy soczewka, nie tworzy ono obrazów. Odczuwa jednak zmiany oświetlenia i potrafi wyczuć ruch. Służy legwanowi w razie tropienia przez drapieżnika z góry.
Bardzo ostre zęby legwana zielonego nadają się do szatkowania liści, mogą również przeciąć ludzką skórę. Szerokie i płaskie, ząbkowane na krawędzi, przypominają kształtem liść. Ich podobieństwo do zębów jednego z pierwszych odkrytych dinozaurów zaowocowało nadaniem mu nazwy Iguanodon, co oznacza „ząb legwana”, jak również błędnym przekonaniem, że przypominał on wielkiego legwana. Zęby leżą w głębi jamy gębowej (a nie na brzegach kości, jak u człowieka), dlatego w przypadku mniejszych osobników trudno je dostrzec.

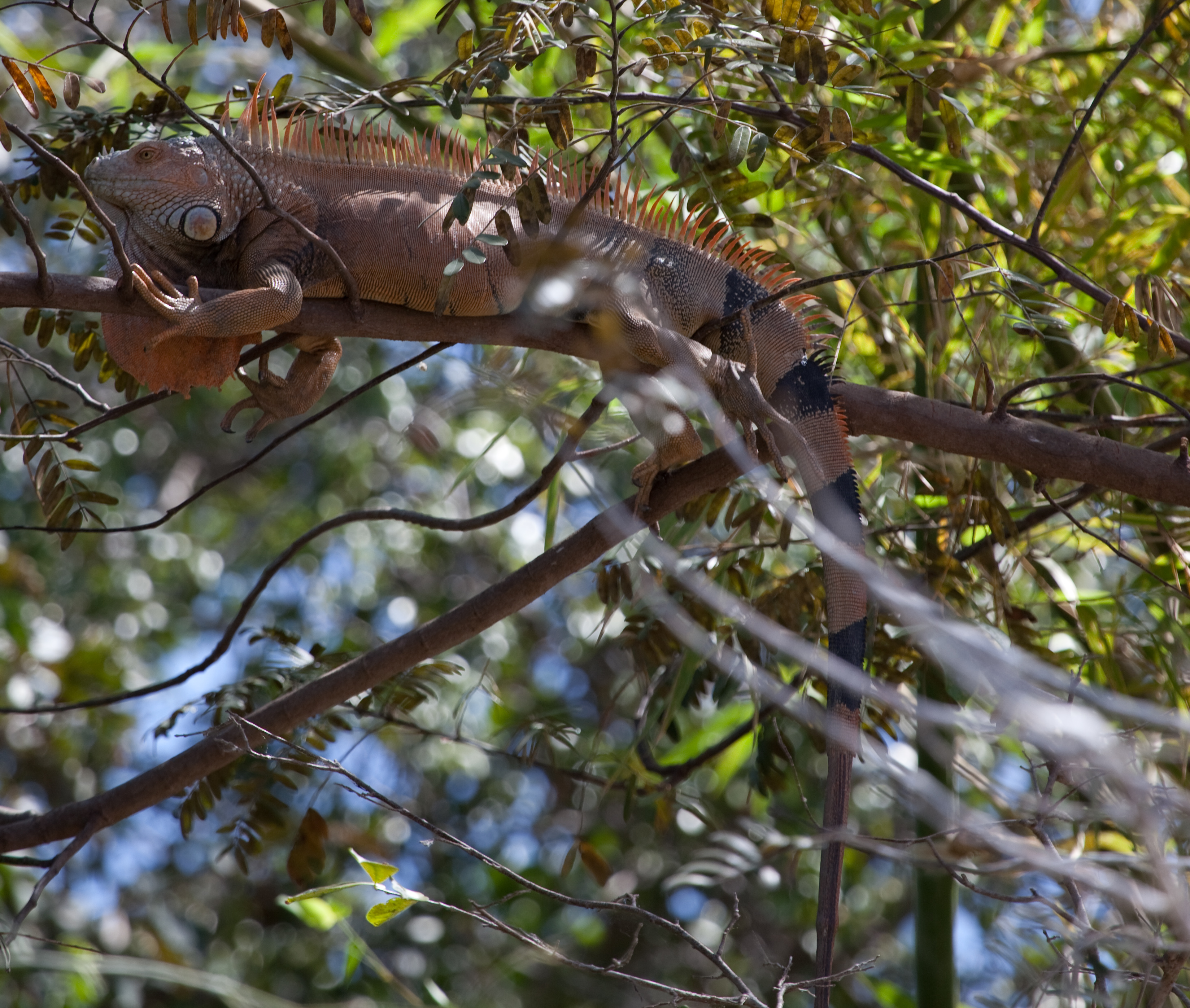
W Parku Narodowym Palo Verde w Kostaryce

### Układ pokarmowy
W znacznym stopniu składająca się z roślin dieta wiąże się z problemem osmoregulacji. Pokarm roślinny zawiera dużo potasu, a będąc mniej pożywnym przy takiej samej masie, musi byś spożywany w ilościach większych, niż pokarm zwierzęcy, by sprostać zapotrzebowaniu metabolizmu. Niezdolne do produkcji płynnego moczu o stężeniu większym, niż płyny ustrojowe, podobnie jak ptaki jaszczurki te pozbywają się kationów i azotowych produktów przemiany materii, syntetyzując sole kwasu moczowego usuwane przez gruczoł solny. W rezultacie gatunek ten rozwinął boczny gruczoł nosowy uzupełniający wydalanie soli w nerkach w postaci chlorków sodu i potasu.

### Różnice między podgatunkami
Legwany zielone z Gwatemali i południowego Meksyku w większości noszą niewielkie rogi na pyskach pomiędzy oczami i nozdrzami zewnętrznymi, podczas gdy inne ich nie mają. Przyrodnicy nieraz klasyfikują je jako odrębny podgatunek Iguana iguana rhinolopha. Nie jest on jednak pewny zgodnie z badaniami DNA mitochondrialnego, poza tym podobne twory na nosie pojawiają się losowo w innych populacjach, a noszące je jaszczurki rozmnażają się swobodnie z osobnikami nie posiadającymi tej cechy.

## Zachowanie

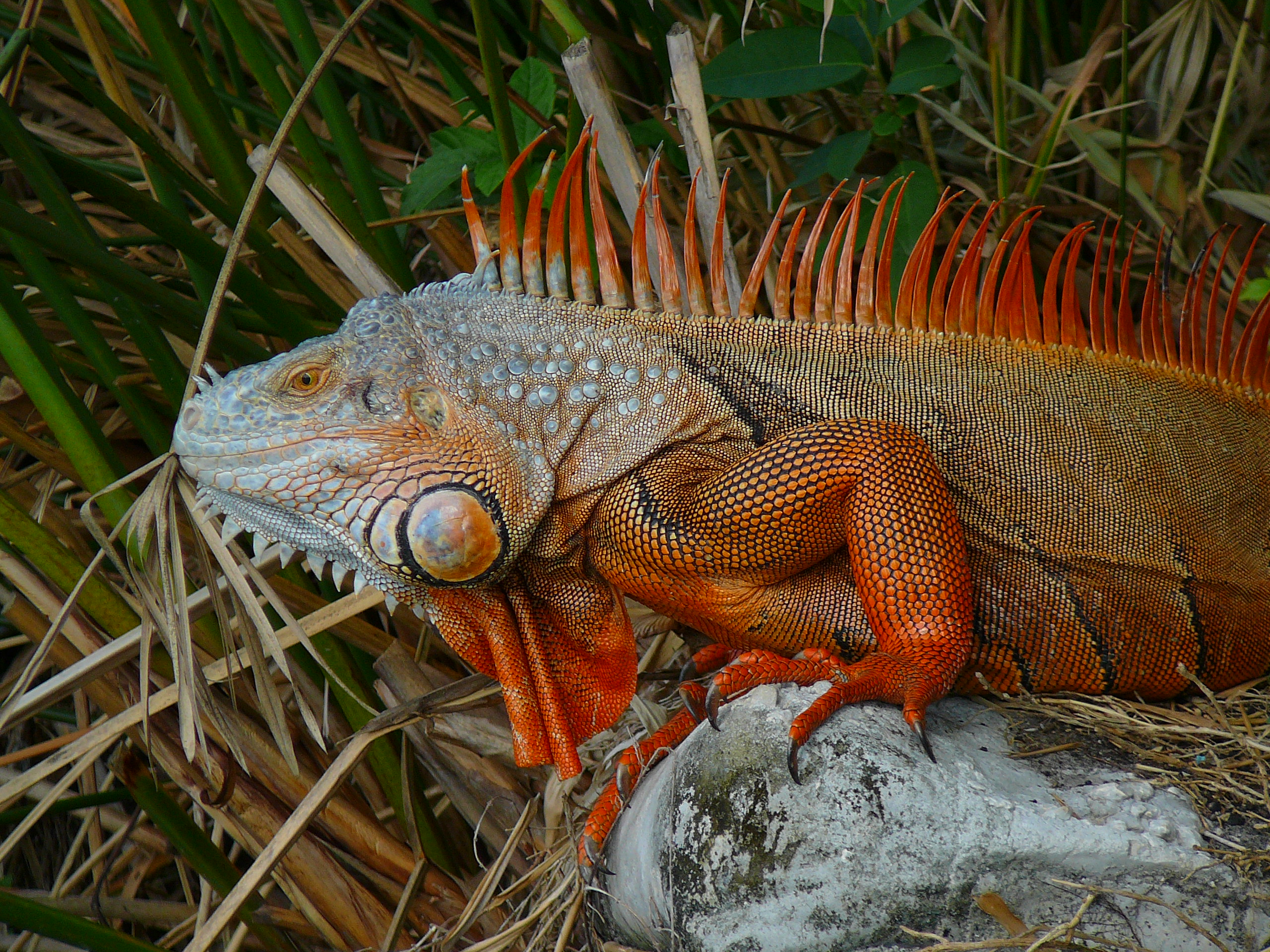
Osobnik o czerwonawym ubarwieniu

Jaszczurki te wiodą dzienny, nadrzewny tryb życia. Często spotyka się je w pobliżu wody. Zręcznie wspinają się, potrafią także spaść z wysokości 17 m, lądując bez uszczerbku na zdrowiu. Używają pazurów swych tylnych łap, by chwytać liście i gałęzie, unikając upadku. Podczas zimnej, wilgotnej pogody legwany zielone preferują poziom gruntu, gdzie jest im cieplej. Pływając, pozostają zanurzone w wodzie, pozwalając swym czterem łapom luźno zwisać u boków tułowia. Siłę napędową zapewniają silne ruchy ogona.
Przestraszony przez drapieżnika legwan zielony ratuje się ucieczką. Jeśli znajduje się nieopodal wody, nurkuje i odpływa. Osaczony powiększa i prezentuje fałd skórny na podgardlu, nadyma i usztywnia swe ciało, syczy i macha głową w kierunku agresora. Jeśli zagrożenie nadal się utrzymuje, legwan może smagać swym ogonem, gryźć i używać w obronie swych pazurów. Rany wiążą się raczej z walkami niż z niezłapaną zdobyczą.
Zauropsydy te wykorzystują kiwanie głowami i fałdy skórne na podgardlach na różne sposoby, kultywując interakcje społeczne, np. witając innego legwana czy zdobywając przyszłego partnera. W porozumiewaniu się rolę odgrywają częstość i liczba kiwnięć głową.
Gady padają ofiarami przedstawicieli szponiastych. Ich strach przed tymi ptakami wykorzystuje się w pewnej sztuczce stosowanej podczas łapania dzikich osobników. Słysząc dźwięk świstu lub wrzasku szponiastego, jaszczurka nieruchomieje, dzięki czemu łatwiej ją schwytać.

## Rozmnażanie

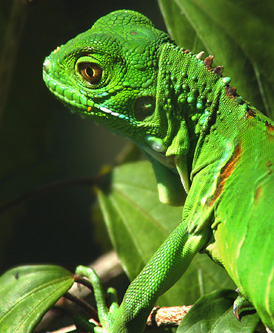
Młody legwan zielony

Samce mają silnie rozwinięte otwory udowe na wewnętrznej stronie ud. Wydzielają one zapach. Podobne twory samic są mniejsze. Poza tym grzbietowe kolce osiągają u samców znacznie większe długość i grubość. Stanowi to przykład dymorfizmu płciowego.
Legwan zielony jest jajorodny: samica składa od 20 do 71 jaj na rok podczas zsynchronizowanego okresu rozrodczego. Po złożeniu nie opiekuje się nimi, nie licząc obrony służącej za gniazdo nory podczas kopania. W Panamie zaobserwowano dzielenie gniazda z krokodylem amerykańskim, a w Hondurasie z kajmanem okularowym.
Wykluwające się młode, osiągające 1/35 masy dorosłego zwierzęcia, opuszczają gniazdo po 10–15 tygodniach inkubacji. Już po wykluciu przypominają osobniki dorosłe zarówno barwą, jak i kształtem ciała. Nie mają jeszcze kolców na grzbiecie, wyglądają bardziej jak dojrzałe samice, niż samce.
Przez pierwszy rok życia pozostają w grupach rodzinnych. W ich obrębie samce często własnymi ciałami ochraniają samice przed drapieżnikami. Wydaje się, że jest to jedyny gatunek gada, u którego zaobserwowano takie zachowanie.

## Pożywienie
Legwan zielony spożywa w większości pokarm roślinny. Żeruje na liściach, kwiatach, owocach i wzrastających pędach ponad 100 różnych gatunków roślin. W Panamie do ich ulubionych należy Spondias mombin lub, wedle badań Troyer w centrum kraju, Lonchocarpus pentaphyllus stanowiące od 82 do 88% suchej masy. Legwan zielony spożywa młode, nierozwinięte jeszcze w pełni liście tego drzewa.
Legwan zielony trawi włóknik dzięki bytującej w jego układzie pokarmowym florze mikroorganizmów. Zaliczają się tutaj bytujące w jelicie grubym gatunki beztlenowców rozkładających celulozę. Kłóci się to z wcześniej wyznawanym, słabo uzasadnionym poglądem, jakoby gady kiepsko i tylko w szczególnych warunkach trawiły taki pokarm. Podczas gdy większość jaszczurek na początku swego życia wykazuje owadożerność, a na pokarm roślinny przerzuca się po osiągnięciu większych rozmiarów, legwan zielony spożywa go całe życie. W przeszłości badacze jednak, pomimo znajdywania w przewodach pokarmowych osobników niedługo po wykluciu wyłącznie pokarmu roślinnego, utrzymywali, jakoby młode były owadożerne. Badania spożycia przez osobniki różnego wieku liści L. pentaphyllus dały odmienne rezultaty. Nie wykazano znaczących różnic nie tylko w trawieniu białka, ale też włóknika pomiędzy zwierzętami różnych grup wiekowych, w przeciwieństwie do wpływu rodzaju liści na trawienie protein (od 84% w przypadku starszych liści do 89%), jak i włóknika. I. iguana preferuje liście nie w pełni jeszcze wykształcone, zawierające mniej tego ciężkostrawnego związku. Stwierdzono natomiast szybsze przyswajanie białka przez świeżo wyklute osobniki. Wiąże się to z większym stosunkiem powierzchni (także jelita) do masy zwierzęcia. W przypadku celulozy powstające w wyniku jej rozkładu lotne kwasy tłuszczowe nie wymagają specjalnych struktur dla ich wchłaniania, wobec czego taka zależność w ich przypadku nie jest obserwowana. Większa różnorodność spożywanego pokarmu wykazuje jednak związek z rozmiarami zwierzęcia, zdolnego przebyć większe odległości i napotkać więcej gatunków roślin. Wymienia się też przynajmniej 2 gatunki konsumowane przez legwany zielone nie młodsze, niż 1 rok: Sarcostemma clausum i Montrichardia arborescens.
Dodatkowo zatrzymywanie pokarmu w jelicie grubym, gdzie przebywa on dłużej, niżby to wynikało z jego długości w stosunku do jelita cienkiego, ułatwiają obecne u każdego z wyjątkiem jednego członka podrodziny Iguaninae dwie zastawki: kolista i półksiężycowata. Mikroorganizmy potrzebują bowiem dłuższego czasu na rozkład celulozy. Zalegający w tym odcinku jelita pokarm fermentuje. Włóknik ulega rozłożeniu, powstają lotne kwasy tłuszczowe.
Choć spożywają różnorodny pokarm zwierzęta te są w naturze roślinożercami wymagającymi dokładnego stosunku wapnia do fosforu w diecie wynoszącego 2:1. Natomiast czas pasażu pokarmu przez przewód pokarmowy nie zależy od rodzaju pożywienia. Stwierdzono jednak szybszy wzrost osobników spożywających pokarm o mniejszej zawartości błonnika. Osobniki młode często zjadają kał dorosłych w celu nabycia flory bakteryjnej kluczowej dla trawienia ich niskiej jakości i ciężkostrawnego pokarmu roślinnego.
Kwestia karmienia trzymanych w niewoli legwanów zielonych białkiem zwierzęcym stała się przedmiotem debaty. Istnieją dowody na zjadanie przez dzikie osobniki szarańczaków i ślimaków drzewnych, zwykle przypadkiem razem ze spożywanymi roślinami. Zaobserwowano też dorosłe gady opisywanego gatunku zjadające ptasie jaja. Zoolodzy, jak Adam Britton, sądzą, że dieta zawierająca takie białko jest niezdrowa dla układu pokarmowego zwierzęcia, powoduje ciężkie i przewlekłe pogorszenie zdrowia obejmujące niewydolność nerek i prowadzące do przedwczesnej śmierci. Z drugiej strony legwany zielone w Miami Seaquarium w Key Biscayne na Florydzie obserwowano podczas jedzenia martwych ryb, a okazy trzymane w niewoli znane są z jedzenia myszy bez żadnych oznak choroby. De Vosjoli pisze, że osobniki trzymane w niewoli przeżywały i mają się dobrze, nie jedząc nic prócz pełnego pożywienia dla gryzoni, a w jednym przypadku także sałaty rzymskiej z suplementacją witamin i wapnia. Ustalono, że pożądając szybkiego wzrostu zwierząt, należy podawać im pokarm o zawartości włóknika do 27%.

## W niewoli
Jako popularnie sprzedawane zwierzę domowe i źródło pożywienia w Ameryce Łacińskiej legwana zielonego obejmuje załącznik II CITES. W związku z tym, choć nie zalicza się go do gatunków zagrożonych, handel nim musi podlegać kontroli.

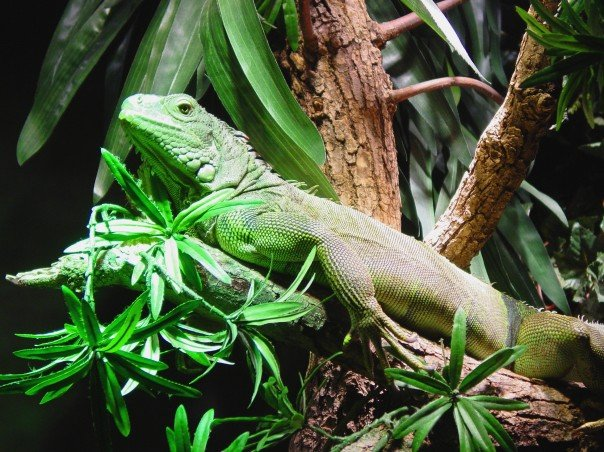
Legwan zielony w terrarium

Amerykański rynek zwierząt domowych wywarł duży wpływ na legwana zielonego. W 1995 przetransportowano do USA 800 000 legwanów, w większości pochodzących z hodowli w państwach ich naturalnego występowania (Honduras, Salwador, Kolumbia, Panama). Stworzenia te wymagają odpowiedniej opieki przez całe swe życie, wiele z nich zginęło w kilka lat po nabyciu.
Choć w niewoli legwan zielony spożywa mięso, gdy mu się je poda, nadmierne spożycie białka zwierzęcego skutkuje poważnymi schorzeniami nerek i możliwą przedwczesną śmiercią. Posiadający nieprawidłowe informacje posiadacze karmią swe zwierzęta sałatą siewną, zapewniającą legwanom wodę, ale nie posiadającą innych wartości odżywczych. Dieta legwana zielonego w niewoli powinna składać się ze świeżych liściastych warzyw, jak kapusta sitowata, kapusta warzywna pastewna, mniszek, rokietta siewna czy jarmuż, potrzebny jest dostęp do świeżej wody.
Iguana iguana dobrze prosperuje jedynie w temperaturze pomiędzy 26-35 °C, wymaga odpowiedniej ilości promieniowania UVA i UVB, w przeciwnym razie nie będzie w stanie wyprodukować niezbędnej ilości hormonu zwiększającego wchłanianie wapnia nazywanego witaminą D. Jego brak skutkuje upośledzeniem metabolizmu kości nawet ze skutkiem śmiertelnym. W niektórych miejscach, np. w Nowym Jorku czy na Hawajach, legwany zielone uznaje się za egzotyczne zwierzęta domowe i zakazuje ich posiadania. Z powodu potencjalnego wpływu introdukcji gatunku na ekosystem na Hawajach stan wprowadził ścisłe przepisy kontrolujące import i posiadanie legwana zielonego. Łamanie ich zagrożone jest trzema latami w więzieniu i grzywną w wysokości do 200 000 dolarów.

## Jako gatunek inwazyjny

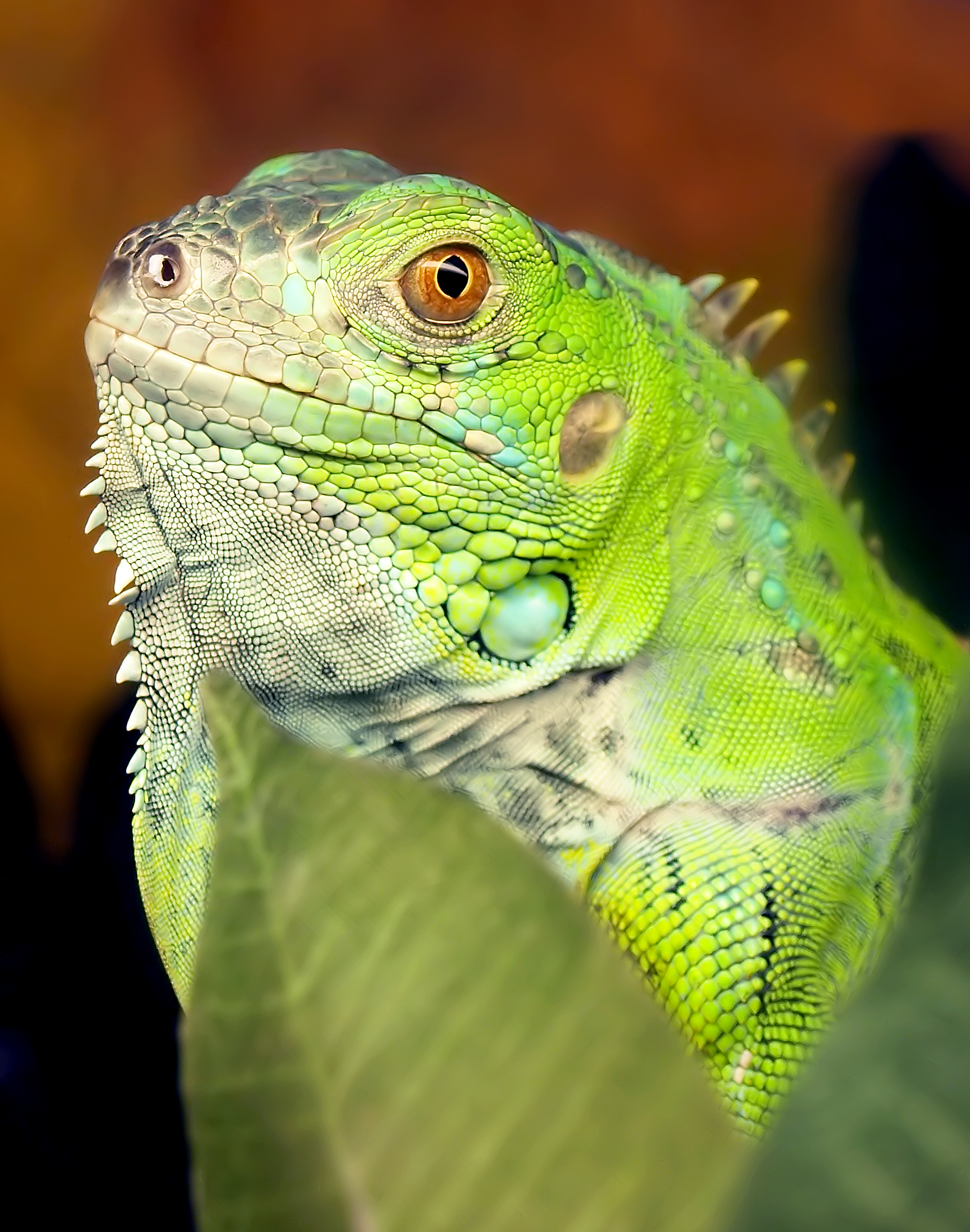

Iguana iguana uznawana jest za gatunek inwazyjny na południu Florydy. Spotyka się ją wzdłuż zatokowego wybrzeża Florydy od Key West do hrabstwa Pinellas. Pierwotnie niewielkie populacje z Florida Keys składały się ze zwierząt przybyłych dzięki huraganom i burzom, inne przypłynęły jako „pasażerowie na gapę” na statkach płynących z Ameryki Południowej. Przez lata inne osobniki, podlegające handlowi jako zwierzęta domowe, trafiały na wolność. Część z nich uciekła, część wypuścili celowo ich właściciele. Legwany przeżyły i radzą sobie dobrze w swym nowym siedlisku. Szeroko skrywają się na strychach domów i na plażach. Często niszczą ogrody i krajobraz. Sądzi się, że uwielbiają rodzimy zagrożony gatunek roślin, Cordia globosa, pasą się też na brezylce, głównym źródle pożywienia zagrożonego motyla Cyclargus thomasi bethunebakeri. Poza tym na Marco Island obserwowano legwany zielone używające nor pójdźki ziemnej, gatunku specjalnej troski. Wszystko to sprawia, że zagrożenie ze strony tej jaszczurki dla ekosystemu Florydy przewyższa pierwotne przewidywania.
W styczniu 2008 duża ilość zdziczałych legwanów na Florydzie spadła z drzew, na których żyły te gady. Przyczyną były niezwykle zimne noce. Wprowadziły one metabolizm gadów w stan hibernacji, w którym nie były w stanie utrzymać się na gałęziach drzew. Choć miejscowe władze właściwe dla spraw przyrody nie podały żadnych liczb, lokalne media opisały fenomen „prysznica zimnych legwanów”, których tuziny pokryły lokalne ścieżki rowerowe. Gdy nastało dzienne ciepło, większość, choć nie wszystkie, iguany przebudziły się i wróciły do swych codziennych czynności. Zjawisko pojawiło się ponownie w styczniu 2010 po przedłużającym się zimnym froncie, który kolejny raz nawiedził południe Florydy.

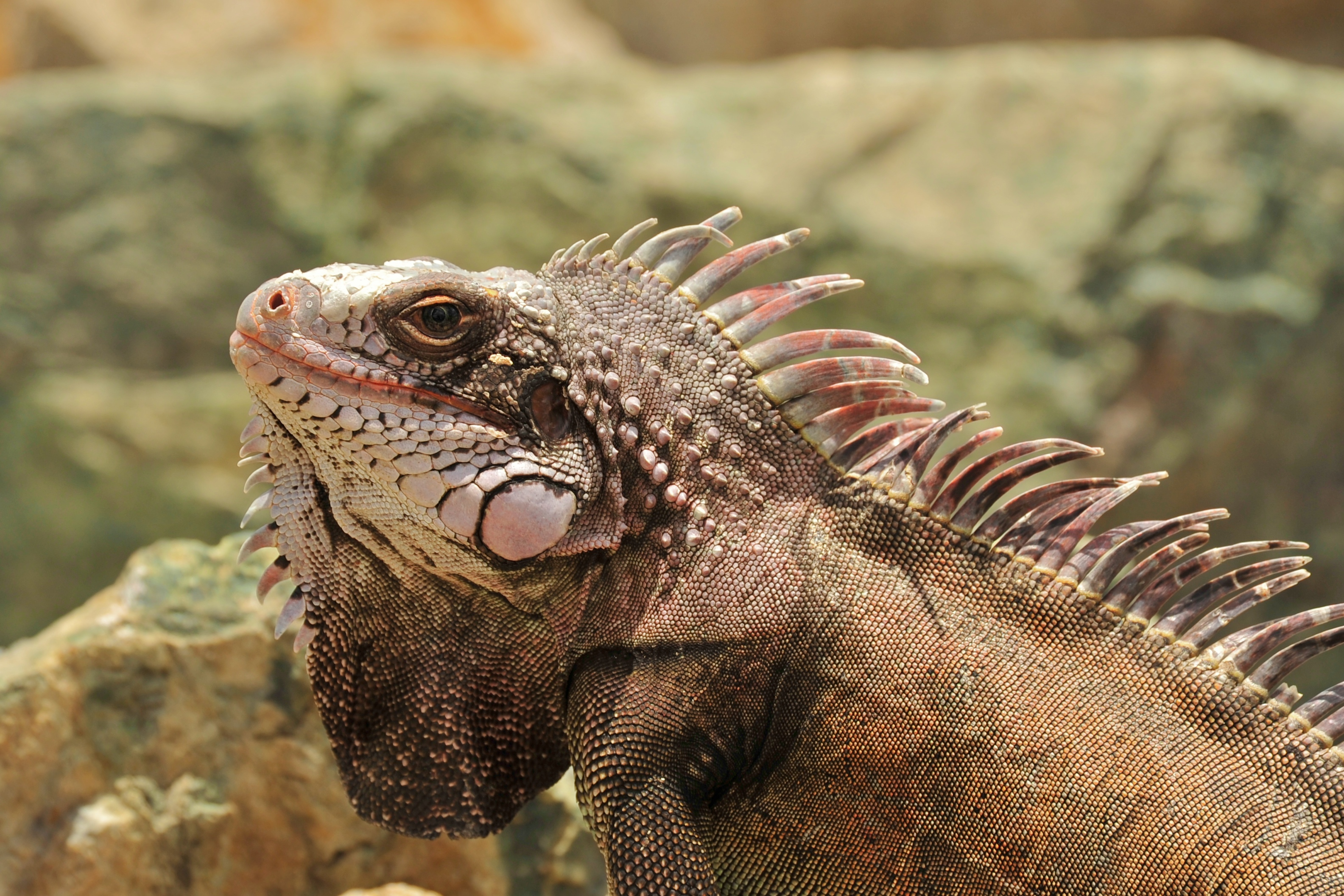
Na Saint Thomas (Wyspy Dziewicze Stanów Zjednoczonych)

Na Oʻahu i Maui (wyspy Archipelagu Hawajskiego) legwana zielonego uważa się za zdziczały gatunek (pomimo rygorystycznego prawa zabraniającego przywożenia tych zauropsydów, podobnie w Rio Grande Valley w Teksasie. Wprowadzanie regulacji prawnych dotyczących handlu legwanem zielonym motywuje się roznoszeniem przez większość gadów bakterii z rodzaju Salmonella.
W następstwie dwóch karaibskich cyklonów tropikalnych w 1995 grupę piętnastu legwanów zielonych znaleziono żywą na Anguilli; nigdy wcześniej nie odnotowano obecności tego gatunku na rzeczonej wyspie. Biolog Ellen Censky z Connecticut State Museum of Natural History uważa, że huragan zaskoczył zwierzęta na drzewach na Gwadelupie, gdzie występują rdzennie, a następnie przemieścił dwieście mil przez ocean. Analizując wzorce pogody i prądy oceaniczne, Censky wykazała, że legwany musiały spędzić na morzu trzy tygodnie, nim trafiły na wyspę. W ciągu dwóch lat po przybyciu kolonia zaczęła się rozmnażać.

## W kulturze
Lud Mochica ze starożytnego Peru czcił te zwierzęta i często przedstawiał w swej sztuce legwana zielonego. I. iguana i jej krewny legwan czarny dostarczały mięsa w Amerykach Środkowej i Południowej przez ostatnie 7000 lat. Możliwe, że populacje karaibskie zostały tam przeniesione z głównego lądu przez różne plemiona jako źródło pożywienia. W Amerykach Środkowej i Południowej legwany zielone w dalszym ciągu służą za źródło mięsa, nazywane gallina de palo, bamboo chicken czy chicken of the tree, ponieważ smakują jak kurczak.